# 林口镇 (林口县)
林口镇，是中华人民共和国黑龙江省牡丹江市林口县下辖的一个乡镇级行政单位。

## 行政区划
林口镇下辖以下地区：
站前街道第一社区、站前街道第二社区、站前街道第三社区、站前街道第四社区、站前街道第五社区、站前街道第六社区、站前街道第七社区、站前街道第八社区、站前街道第九社区、站前街道第十社区、东街街道第一社区、东街街道第二社区、东街街道第三社区、东街街道第四社区、东街街道第五社区、东街街道第六社区、东街街道第七社区、东街街道第八社区、西街街道第一社区、西街街道第二社区、西街街道第三社区、西街街道第四社区、西街街道第五社区、西街街道第六社区、西街街道第七社区、南山街道第一社区、南山街道第二社区、南山街道第三社区、南山街道第四社区、南山街道第五社区、七星村、新发村、振兴村、红升村、浪花村、六合村、友谊村、东丰村、东关村、团结村、镇东村、城北村、城西村、兴华村和阜龙村。